# 青洲大馬路
青洲大馬路（又稱青洲新路）是位於澳門半島西北面的一條道路，屬花地瑪堂區。青洲大馬路約長806米，東起拱形馬路，西至青洲河邊馬路。是澳門市區通往青洲的交通要道。

## 沿革
昔日的青洲原是澳門半島的外島，沒有道路相連。自明朝起葡萄牙人獲准定居澳門，租界並沒有包括授權管理青洲島，但已開始在島上進行活動及興建教堂。1887年起，葡萄牙人圖佔青洲海域。1889年，澳門政府將青洲海域填海成堤，將澳門半島與青洲連接，並即在堤道修建道路，將此島納入葡屬澳門。
1893年，馬路的葡文名稱以當時在位的澳門總督佈渣（葡萄牙語：Custódio Miguel de Borja）命名；中文名稱則因其連接青洲島而起名「青洲大馬路」。因青洲本不屬葡萄牙人租界，乃1828年由聖保祿學院院長所買，故修築馬路時曾引來極大爭議。據《澳門掌故》所載，昔日在島上租地設英泥廠的英國人知道澳門政府建堤後，便在正堤要衝建一鐵閘使堤道與島「離一二丈遠」，兩地未能真正將相連。1919年，澳門政府在青洲島堤岸附近挑浚海道，築成一長五十丈、寬十丈的路面。廣東軍政府曾為此向澳門總督提出抗議及派員到青洲視察。葡萄牙人要求立即劃界，但因正值中國南北未統一而無果。1923年，澳門政府進行填海工程，將青洲堤道兩旁填為陸地，青洲堤道土地擴闊增多。英泥廠在1925年遷離後，鐵閘遂被拆除，青洲與堤道連貫工作即告完成。在昔日堤道旁的新填地上，建有青洲坊。時至今日，連貫青洲與澳門半島的海堤早已無跡可尋，成為澳門半島之西北地區。

## 附近街道
- 罅些喇提督大馬路
- 青洲河邊馬路
- 巴波沙大馬路
- 白朗古將軍大馬路

## 重要地點
- 聖若瑟大學及聖若瑟教區中學第六校
- 澳門自來水
- 澳門明愛伯大尼安老院
- 美居廣場
- 澳門中華總商會附設青洲中學
- 青洲坊公屋群（青怡大廈、青蔥大廈、青濤大廈）
- 逸麗花園
- 台山街市
- 治安警察局北區警司處
- 台山社屋
- 蓮峰廟
- 三角花園[5]